# Семёновская улица (Владивосток)
Семёновская у́лица — улица в историческом центре Владивостока. Названа в честь первого гражданского старосты поста Владивосток Якова Лазаревича Семёнова. В советское время была переименована в Колхозную. Историческое название возвращено в 1992 году.
Из-за особенностей организации движения в центре города, две улицы во Владивостоке — Семёновская и Мордовцева — с августа 2012 года по март 2013 имели левостороннее движение.

## Известные здания
- Музей боевой славы Тихоокеанского пограничного округа (д. 17/19)

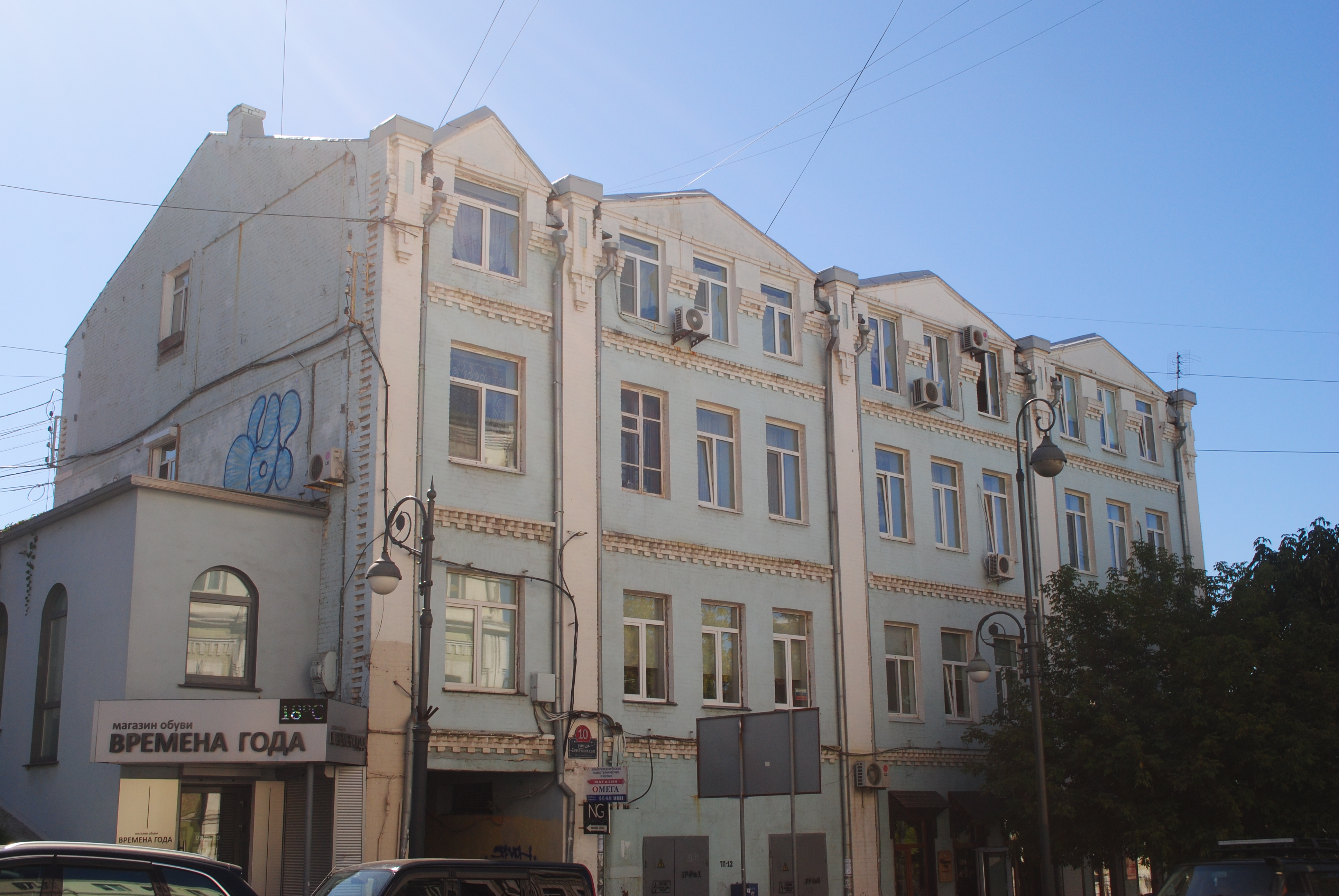
Дом Т. И. Иванова (дом № 10)
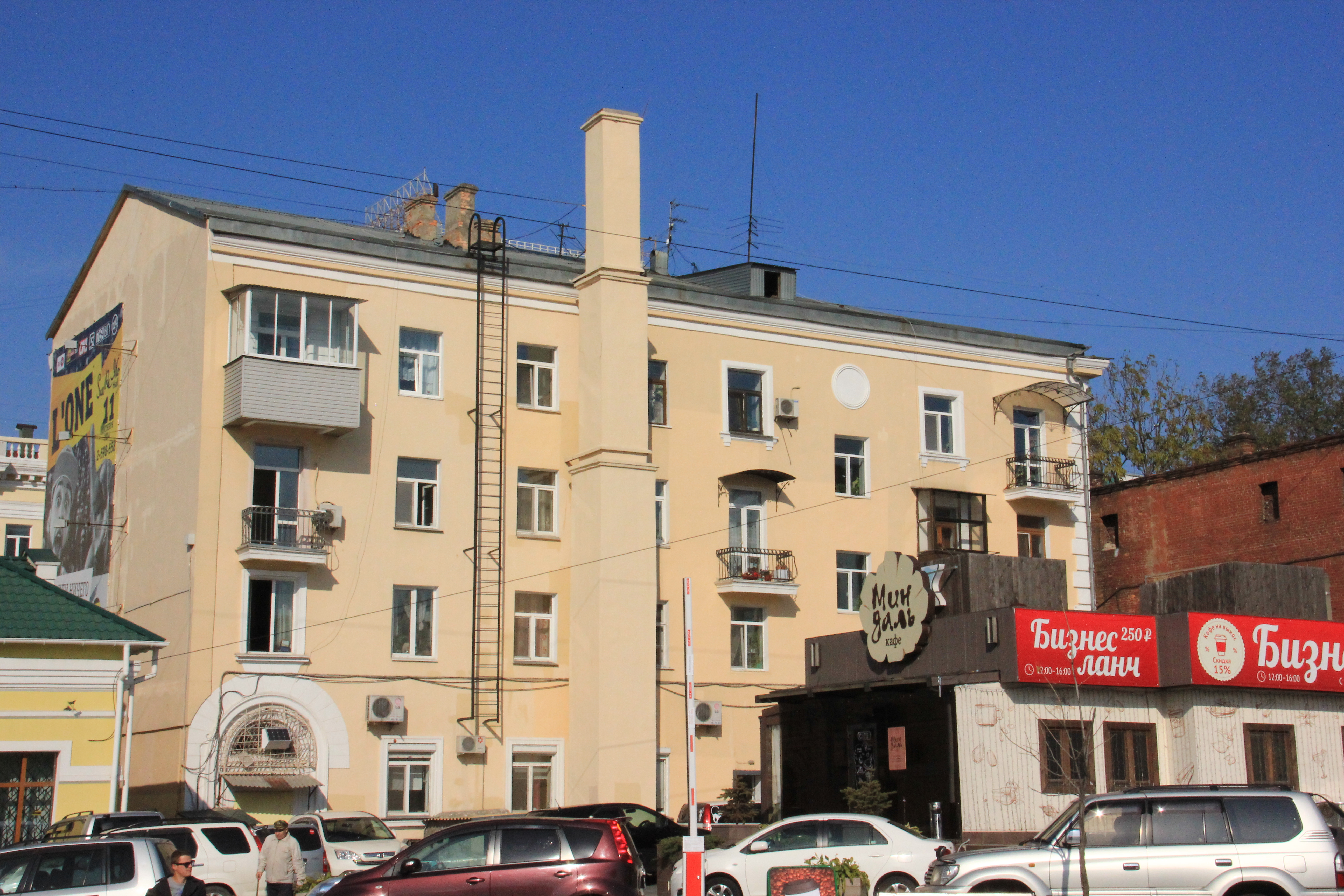
Жилой дом военного ведомства (дом № 20)
Памятник Якову Семёнову (около дома № 19а по Алеутской улице)
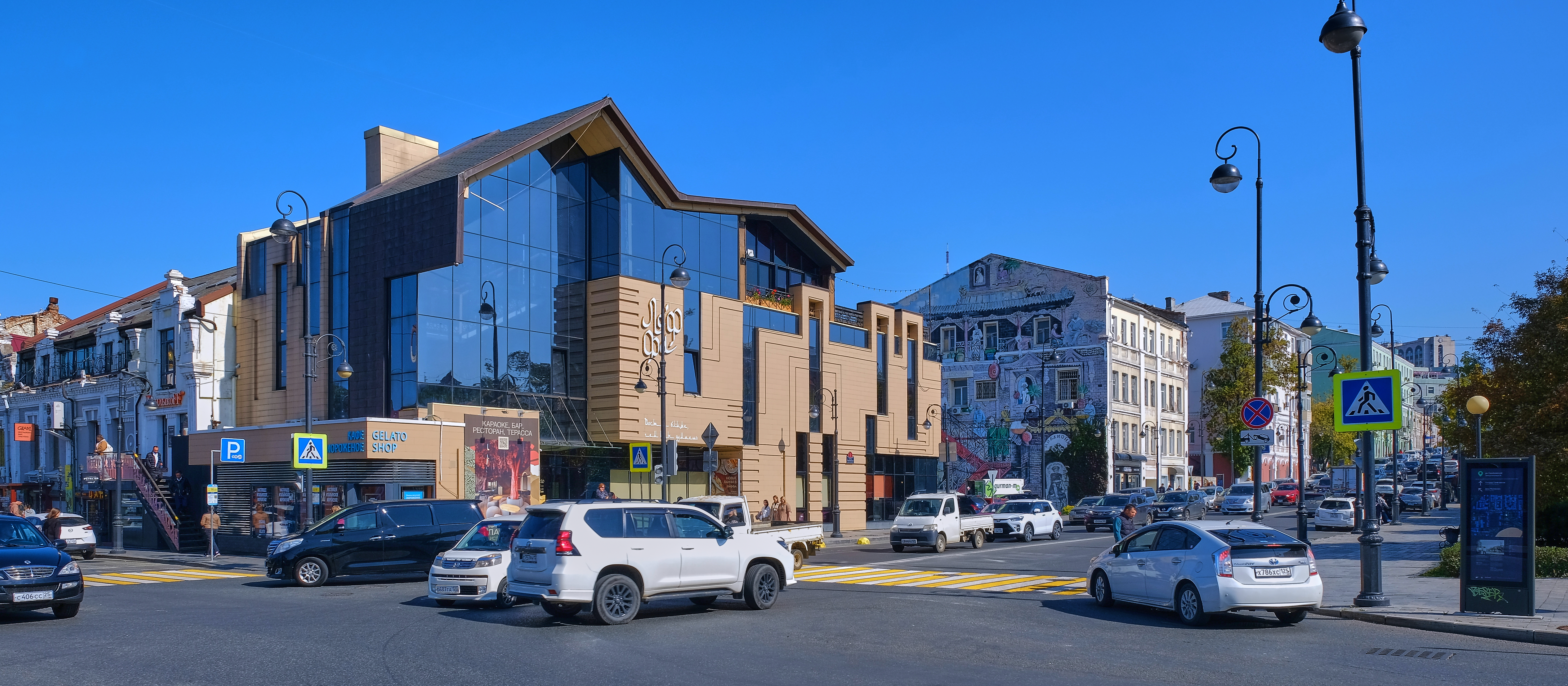
Перекрёсток с Пограничной улицей